# Rostnackad dvärgspett
För Picumnus fuscus, se ockradvärgspett
Rostnackad dvärgspett (Picumnus temminckii) är en fågel i familjen hackspettar inom ordningen hackspettartade fåglar.

## Utseende och läte
Rostnackad dvärgspett är en mycket liten hackspett med kort näbb och svart stjärt med vitt centralt. Vidare är den rostbrun på hals och kinder, kraftigt tvärbandad undertill och olivgrön på ryggen. På hjässan syns vita fläckar. Pannan är röd hos hanen, svart hos honan. Sången består av en snabb drill.

## Utbredning och systematik
Fågeln förekommer i låglänta områden från sydöstra Brasilien till nordöstra Argentina och östra Paraguay. Den behandlas som monotypisk, det vill säga att den inte delas in i några underarter.

## Status och hot
Arten har ett stort utbredningsområde, men tros minska i antal, dock inte tillräckligt kraftigt för att den ska betraktas som hotad. Internationella naturvårdsunionen IUCN listar arten som livskraftig (LC).

## Namn
Fågelns vetenskapliga artnamn hedrar den holländske ornitologen Coenraad Jacob Temminck (1778-1858).